# Komplementaritätsprinzip
Das von dem Physiker Niels Bohr aufgestellte Komplementaritätsprinzip besagt, dass zwei methodisch verschiedene Beobachtungen (Beschreibungen) eines Vorgangs (Phänomens) einander ausschließen, aber dennoch zusammengehören und einander ergänzen.
Als Beispiel aus der Quantenmechanik dient vielfach der Sachverhalt, dass eine gleichzeitige Bestimmung von Wellen- und Teilchencharakter des Lichts nicht möglich ist, sondern je nach Versuchsanordnung die eine oder die andere Eigenschaft hervortritt. Wellen- und Teilcheneigenschaften können durch zwei verschiedene, komplementäre Beobachtungssätze (komplementäre Observablen, Welle-Teilchen-Dualismus) beschrieben werden. Bereits Bohr verallgemeinerte den Begriff Komplementarität auf fundamentale Gegensätze und Paradoxien in anderen Bereichen.

## Definition durch Bohr
Niels Bohr führte den Begriff der Komplementarität 1927 auf einem Physikerkongress in Como ein:

„The very nature of the quantum theory thus forces us to regard the space-time co-ordination and the claim of causality, the union of which characterises the classical theories, as complementary but exclusive features of the description, symbolizing the idealisation of observation and definition respectively.“

„Nach dem Wesen der Quantentheorie müssen wir uns also damit begnügen, die Raum-Zeit-Darstellung und die Forderung der Kausalität, deren Vereinigung für die klassischen Theorien kennzeichnend ist, als komplementäre, aber einander ausschließende Züge der Beschreibung des Inhalts der Erfahrung aufzufassen, die die Idealisation der Beobachtungs- bzw. Definitionsmöglichkeiten symbolisieren.“

Bohr bezieht sich also in erster Linie auf die – mit der Entdeckung des Wirkungsquantums durch Max Planck – in der Quantenmechanik aufgetretene Unvereinbarkeit, dass „eine ins einzelne gehende kausale Verfolgung atomarer Prozesse nicht möglich ist, und dass jeder Versuch, eine Kenntnis solcher Prozesse zu erwerben, mit einem prinzipiell unkontrollierten Eingreifen in deren Verlauf begleitet sein wird“ Bohr sieht die Aufgabe, eine Theorie der Komplementarität zu entwickeln, und verweist bereits in diesen frühen Aufsätzen auf eine tiefreichende Analogie zwischen dem Komplementaritätsbegriff und den allgemeinen Erkenntnisschwierigkeiten, die in der Subjekt-Objekt-Unterscheidung begründet sind.
Eine Entsprechung des Komplementaritätsprinzips findet sich in der von Werner Heisenberg im Jahr 1927 eingeführten, quantenphysikalischen Unschärferelation, dass Ort und Impuls eines Teilchens nicht gleichzeitig zu erfassen sind.
Die physikalische Diskussion des Komplementaritätsbegriffs bezieht sich häufig auf eine Versuchsanordnung, die als Doppelspaltexperiment bezeichnet wird. Der Messvorgang ist eine entscheidende Bedingung des Experiments, denn durch die Detektion bzw. Messung des genauen Weges eines bestimmten Teilchens wird der Ausgang des Experimentes maßgeblich verändert (wobei dieser Effekt unter bestimmten Voraussetzungen durch einen Quantenradierer rückgängig gemacht werden kann). Demgegenüber wird das Ergebnis einer Messung in der klassischen Physik durch den Vorgang der Messung nicht in bedeutsamer Weise beeinflusst. Nach der ursprünglichen Auffassung war es unmöglich, gleichzeitig und innerhalb desselben Experimentes die Messung von Wellen- und Teilchencharakter vorzunehmen. In neueren Experimenten, z. B. von der Forschungsgruppe um Anton Zeilinger, gelang es innerhalb eines Experimentes zwischen Wellen- und Teilcheneigenschaft eines Photonenpaares zu „wechseln“. Die Eigenschaft wird erst durch den experimentellen Eingriff in der Doppelspalt-Anordnung hergestellt.

### Interpretationsprobleme
Von Anfang an, bereits in der Diskussion zwischen den theoretischen Physikern, vor allem Werner Heisenberg, Albert Einstein, Wolfgang Pauli, Carl Friedrich von Weizsäcker, ergaben sich beträchtliche Verständigungsschwierigkeiten hinsichtlich Bohrs Auffassungen, und seitdem hat das Komplementaritätsprinzip zahlreiche unterschiedliche Interpretationen gefunden (siehe Kopenhagener Deutung). Zu den wichtigen Gesichtspunkten gehören:
- übereinstimmend wird die Abhängigkeit physikalischer Aussagen von Kontextbedingungen, insbesondere von der Auswahl der experimentellen Untersuchungsbedingungen postuliert, wobei sich, je nach Autor, weitere Interpretationen epistemologischer, ontologischer und logischer Art anschließen;
- zwei elementare Aussagen über einen Sachverhalt sind dann komplementär, wenn sie nicht gleichzeitig entschieden werden können;
- die Versuchsanordnung bzw. Methodik zur Beschreibung der einen Eigenschaft verhindert das Auftreten der an die andere Versuchsanordnung gebundenen Eigenschaften.

Die Ergebnisse aus den eigenständigen, einander ausschließenden Experimentalanordnungen ergänzen sich wechselseitig zum Gesamtbild der Wirklichkeit und überwinden ihre jeweilige „methodische Blindheit“.
Die beiden paradoxen Aussagesätze werden auch als kontradiktorisch, d. h. widersprüchlich, als nicht-exhaustiv, d. h. den Bedeutungsinhalt nicht erschöpfend, als inkommensurabel, d. h. nicht mit der gleichen Einheit darstellbar, oder inkompatibel, d. h. nicht verträglich, nicht vereinbar, bezeichnet. Die häufige Formulierung „weder kompatibel noch inkompatibel, sondern nicht-kompatibel“ bedeutet, dass die Aussagesätze miteinander weder verträglich noch unverträglich, sondern in einer dritten Weise nicht-kompatibel, d. h. komplementär, sind.
Zu den am häufigsten genannten Definitionsmerkmalen gehören:
- zwei von einem Untersucher ausgewählte experimentelle Versuchsanordnungen,
- innerhalb einer erklärenden physikalischen Theorie, die zu
- zwei nicht gleichzeitig registrierbaren, also einander methodisch ausschließenden, Beobachtungssätzen (Phänomensätzen) führen, die
- ko-kausal (nicht kausal voneinander abhängig) und
- ko-referenziell und ko-extensional (auf denselben Vorgang bezogen) sind
- und deswegen als komplementär (nicht-kompatibel) bezeichnet werden.[6]

## Logische Komplementarität
Donald MacKay (1958) stellt sich auf den Standpunkt, dass Komplementarität nicht eine physikalische, sondern eine logische Grundbedeutung hat. Das Verlangen nach komplementären Beschreibungen entstehe auf einer rein logischen Ebene, "whenever certain pairs of descriptive concepts (frequency and time, or wave-number and position) are used to characterize a mathematical function such as a train of waves.”

„Two (or more) descriptions may be called logically complementary when
(a) They purport to have a common reference; (b) Each is in principle exhaustive (in the sense that none of the entities or events comprising the common reference need be left unaccounted for), yet (c) They make different assertions, because
(d) The logical preconditions of definition and/or of use (i.e. context) of concepts or relationships in each are mutually exclusive, so that significant aspects referred to in one are necessarily omitted from the other.“

Als Synthese und höhere Repräsentation von zwei oder mehreren komplementären Beschreibungen sei das Prinzip nützlich und bilde zugleich eine Warnung, solche Relationen fehlzuinterpretieren, also zu meinen, dass diese komplementären Bestimmungen sich auf verschiedene Dinge beziehen, synonym sind, nicht erschöpfend und widersprüchlich sind.

## Wissenschaftstheoretische Definition
Eine wissenschaftstheoretisch fundierte Definition (Explikation) des Komplementaritätsprinzips wurde erst im Jahr 1963 von Hugo Bedau und Max Oppenheim versucht, nachdem sie sich mit einer Reihe bekannter Physiker und Wissenschaftstheoretiker abgestimmt hatten. Diese logische Analyse geschieht in „physikalischen Begriffen“ und stützt sich auf wichtige Unterscheidungen wie: Sätze der Beobachtung und Sätze der Interpretation, Phänomen und Interpretation, paradoxe Situation und deren Auflösung nach Bohr, nicht-kompatible (weder kompatible noch inkompatible) Sätze.

„The purpose of this paper is to give a precise explication of the concept of complementarity in Quantum Mechanics (QM, for short) as introduced and brought to prominence by Niels Bohr. Einstein once pointed out that there was no adequate definition of this concept, and this is still true today.“

„Granted that in QM it is the phenomenon sentences which are complementary, we have seen that they (a) describe observations well-defined by reference to mutually exclusive experimental arrangements, (b) refer to co-causal objects, (c) are exhaustive, (d) are expressed in classical language, and (e) are interpreted by co-referential interpretations which are (f) in a quasi-classical language. Thus, two phenomenon sentences are complementary only if they satisfy (a) – (f). However, none of (a) – (f) is an independent condition on complementarity.“

Jedes der sechs Definitionsmerkmale wird eingehend und auch in formaler Schreibweise erläutert. Der Aufsatz schließt mit der skeptischen Beurteilung:

„As to the application of complementarity in fields other than QM, no one to our knowledge uses a generalization of (or even a very exact analogue of) the concept of complementarity in QM at all. E.g., writers do not usually hold that the removal of a paradoxical situation – without which the need for complementarity in QM simply does not arise – is a condition on the introduction of complementarity, as we have. As a result, all examples known to us of complementarity outside QM are at best examples of non-compatibility. But non-compatibility, important as it is, is not sufficient for complementarity in QM, or elsewhere.“

## Verallgemeinertes Komplementaritätsprinzip

### Bohrs Verallgemeinerungen
Bohr wies auf die Unmöglichkeit einer strengen Trennung von Phänomen und Beobachtungsmitteln hin und bezog sich auch auf die Psychologie. „Mit der Notwendigkeit, zu einer in diesem Sinn komplementären oder besser reziproken Beschreibungsweise Zuflucht zu nehmen, sind wir wohl besonders durch psychologische Probleme vertraut“ ... wo „die Schwierigkeiten, die Definitions- und Beobachtungsprobleme bei wissenschaftlichen Untersuchungen darbieten, erkannt wurden, lange bevor solche Fragen in den Naturwissenschaften aktuelles Interesse fanden“
Die Abhängigkeit psychologischer Befunde von der Untersuchungssituation und der sozialen Interaktion zwischen Untersucher und Untersuchungsteilnehmer ist in der Psychologie ein zentrales Thema der Methodenlehre (siehe Reaktivität (Sozialwissenschaften)).
Bohr hat sein Prinzip auf viele andere Bereiche übertragen, auf Fragestellungen der Biologie, der Psychologie und der Kultur, ohne jedoch hier die im Falle der Quantenmechanik angenommenen Voraussetzungen in entsprechender Weise zu definieren und konsequent zwischen physikalischen (und anderen) Beobachtungssätzen und den abgeleiteten Interpretationssätzen zu unterscheiden (Favrholdt, 1999, Plotnitsky, 2013).
In Bohrs (1931, 1937) Darstellungen sind drei hauptsächliche Bedeutungen oder Stufen des Komplementaritätsprinzips zu unterscheiden (Fahrenberg, 2013):
(1) die Komplementarität von Beobachtungen quantenmechanischer Sachverhalte in Form von zwei zusammengehörigen und doch einander ausschließenden, d. h. paradoxen Beobachtungssätzen über physikalische Sachverhalte in experimentellen Versuchs- und Messanordnungen;
(2) die Komplementarität von zusammengehörigen und einander ausschließenden Beschreibungen wie in dem Gegensatz von Beobachter und Beobachtetem (Subjekt und Objekt der Wahrnehmung), Gehirnvorgängen und psychischem Geschehen, Kausalität der Gehirnvorgänge und Gefühl des freien Willens;
(3) das Komplementaritätsprinzip als universale Erkenntnishaltung und als ein der Einheit des Wissens und der Wissenschaften dienliches Programm (nach Bohrs Motto: „contraria sunt complementa“ – Gegensätze ergänzen sich).
Die Unterscheidung von (1) und (2) folgt aus der zentralen Rolle der einander ausschließenden Beobachtungssätze im Zusammenhang ihrer objektiv-experimentellen Versuchsanordnungen, wie sie in einer formal gleichartigen Form weder in der Psychologie noch in anderen Humanwissenschaften gegeben sind. Fragwürdig bleibt auch das Kriterium, dass die Beobachtungen räumlich und zeitlich nicht zusammentreffen. Die Vielfalt der von Bohr zu (2) genannten Bezüge und Beispiele scheint deshalb nur Hinweise auf eine Analogie, eine Heuristik oder ein Paradox zu geben.

### Komplementaritätsprinzip (Psychologie)
Im Bereich der Psychologie kann das vage Sowohl-als-auch auf eine striktere Fassung begrenzt werden: die Zuordnung von zwei in ihren Kategorien-Ebnen (Allgemeinbegriffen) grundverschiedenen, eigenständigen Bezugssystemen. Diese Auffassung lässt sich insbesondere im Hinblick auf das Leib-Seele-Problem und auf die subjektive und die neurophysiologische Sicht der Willensfreiheit erläutern, betrifft jedoch auch viele Entscheidungen zur Forschungsmethodik und Praxis der Psychologie. Komplementarität nach Bohrs Fassung (2) besagt:
- erkenntnisbezogen (epistemologisch) die Verbindung von zwei kategorial grundverschiedenen Erkenntniszugängen (Bezugssystem en, Beschreibungssystemen) zu einer ganzheitlichen Auffassung (Sichtweise)
- eine Eigenständigkeit der Allgemeinbegriffe wie sie die Bewusstseinspsychologie gegenüber der Neurophysiologie aufweist;
- methodologisch die operative Geschlossenheit jedes dieser Bezugssysteme hinsichtlich Gültigkeitskriterien, Bestätigungs- und Falsifikationsweisen in einer konsistenten, scheinbar erschöpfenden Beschreibung, wobei die jeweils typischen Methoden einander ausschließen, da sie in der Regel nicht streng gleichzeitig, sondern nur im Wechsel genutzt werden können;
- die Wirklichkeit ist erst dann repräsentiert, wenn beide Bezugssysteme bzw. Beschreibungen zum Gesamtbild kombiniert werden (wie die subjektiven und die physiologischen Vorgänge während einer psychophysischen Emotion).[15]

Die Idee der Komplementarität ist kein Lösungsversuch des zugrundeliegenden Gegensatzes, sondern eine Vermittlung in methodologischer Hinsicht. Das Prinzip würde im konkreten Forschungsfall eine ausdrückliche Begründung verlangen, wenn auf eines der beiden Bezugssysteme, dort wo es praktisch möglich ist, verzichtet wird. Unter ausdrücklicher Bezugnahme auf Heisenberg hat der französische Anthropologe und Psychiater George Devereux in seinem Werk die Prinzipien der Ethnopsychoanalyse festgelegt, die auf dem Grundsatz der Komplementarität in der ethologischen Arbeit basieren. Für die Methodenlehre der Psychologie und Neuropsychologie folgt, dass die introspektiv-bewusstseinspsychologischen Methoden gleichberechtigt mit den biologisch-verhaltenswissenschaftlichen Methoden sind: Nicht entweder Selbstberichte und Selbstbeurteilungen oder physiologische Funktions- und Verhaltensmessungen, sondern eine zielstrebige Nutzung beider Erkenntniswege. Das Komplementaritätsprinzip setzt jedoch voraus, dass es sich um denselben zugrundeliegenden Prozess, dasselbe Ereignis, handelt. Im Unterschied zum physikalischen Phänomen Licht sind bei solchen Übertragungen, beispielsweise auf den psychophysischen Prozess einer Emotion, Aussagen auf zwei kategorial verschiedenen Ebenen einander zuzuordnen, so dass sich empirisch-definitorische Schwierigkeiten einstellen können, das Zusammengehörige hinreichend zu identifizieren. Aus dieser kritischen Sicht ist der Begriff der Perspektivität vorzuziehen, d. h. der methodisch reflektierte Wechsel zwischen zwei koordinierten Perspektiven.
Die Diskussion über das Komplementaritätsprinzip wurde philosophisch insbesondere durch Hans-Ulrich Hoche (2008) zum „Anthropological complementarism“ erweitert sowie durch Helmut Reich (2002) über „Relational and Contextual Reasoning and the Resolution of Cognitive Conflicts“ und Harald Walach (2013) zur Wissenschaftstheorie der Psychologie weitergeführt. Aus philosophisch-sprachanalytischer Sicht setzt Hoche am Begriff der Identität an und legt dar, dass eine fundamentale Dichotomie der Perspektive der Ersten Person und der Dritten Person besteht, die er als kategoriale Differenz bezeichnet, d. h. die Gegebenheiten (Perspektiven) sind keine dualen Perspektiven, keine „zwei Seiten von ein- und derselben Gegebenheit“, sie sind weder numerisch identisch, noch sind sie numerisch verschieden, sondern sie stehen in einem komplementären Verhältnis. Aus entwicklungspsychologischer Sicht gelangt Reich zu einer allgemeineren Konzeption des relationalen und kontextuellen Denkens, wie es zur Lösung kognitiver Konflikte dienen kann. Ein Komplementärverhältnis wird dann angenommen, wenn zwei Aussagen weder kompatibel noch inkompatibel sind. Diese Bedingung sei bei verschiedenartigen Problemen, in der Psychologie, der Theologie und auf anderen Gebieten gegeben. Anstelle von Phänomensätzen im engeren Sinn werden generell Paare von Aussagesätzen (Interpretationssätzen), die keinen direkten Bezug mehr zu einer Versuchsanordnung haben, auf ihre Kompatibilität untersucht.

### Weitere Verallgemeinerungen und Kritik
Bohrs Vorbild folgend wurde der Begriff Komplementarität auf Widersprüche und Dualismen vieler Gebiete übertragen: in die Biologie und Psychologie, in die Pädagogik, Sozial- und Kulturwissenschaften bis zur Philosophie und Theologie. Es gibt Vorläufer des Begriffs und ähnliche Konzepte. Häufig scheint es sich nur um ein unscharfes „Sowohl-als-auch“ und um kaum mehr als eine Metapher zu handeln.